# Gaufrieren

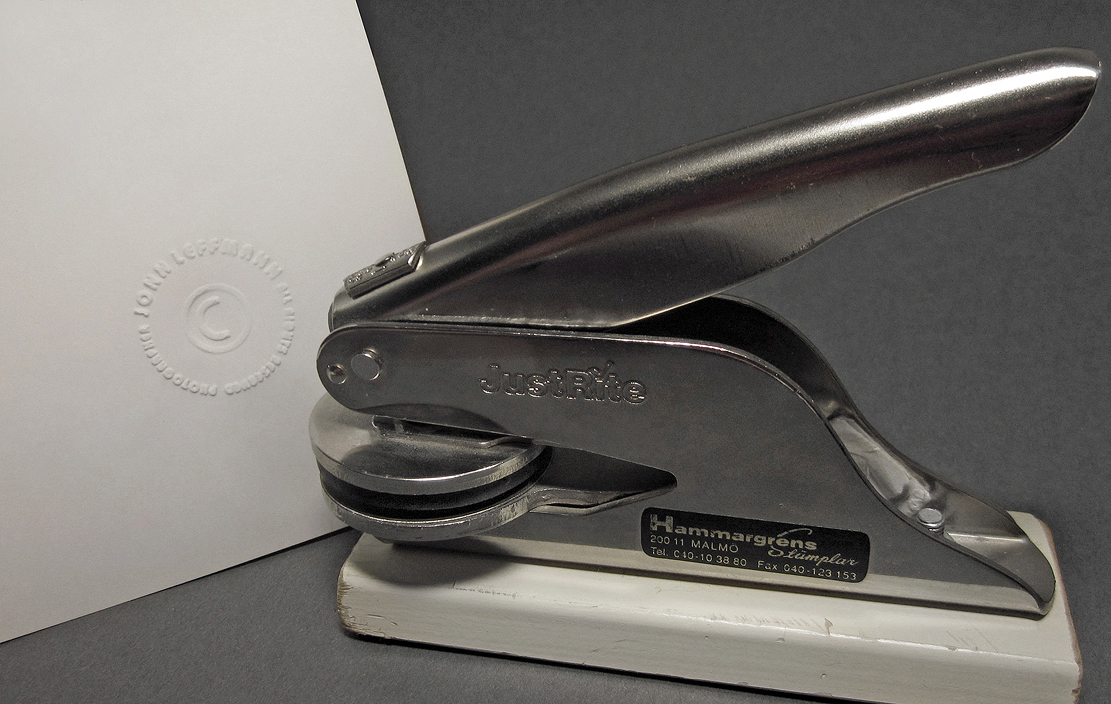
Gaufrier mit Gaufrage (Prägepresse mit Blindprägung)

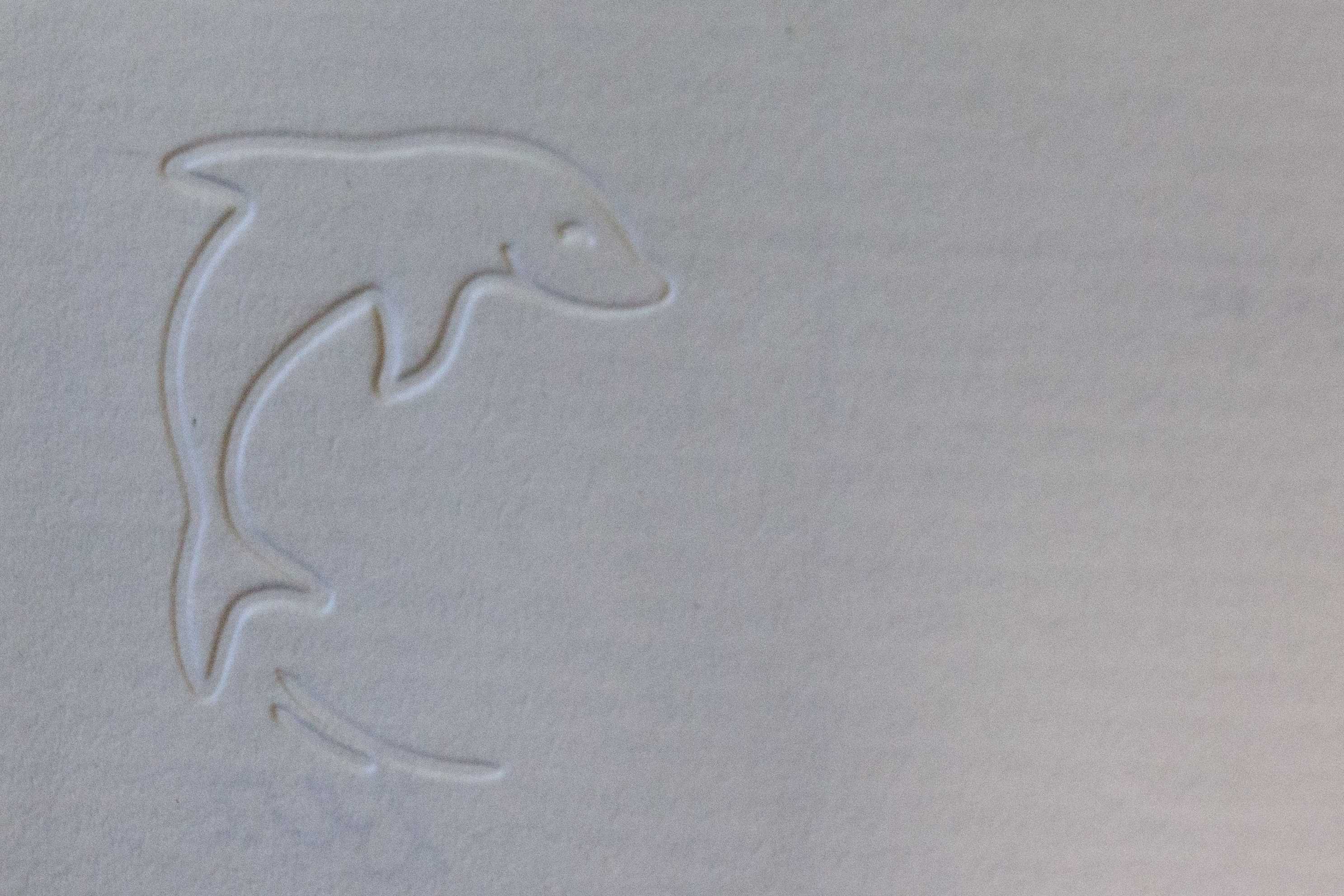
Geprägtes Papier mit einem Delfin-Motiv

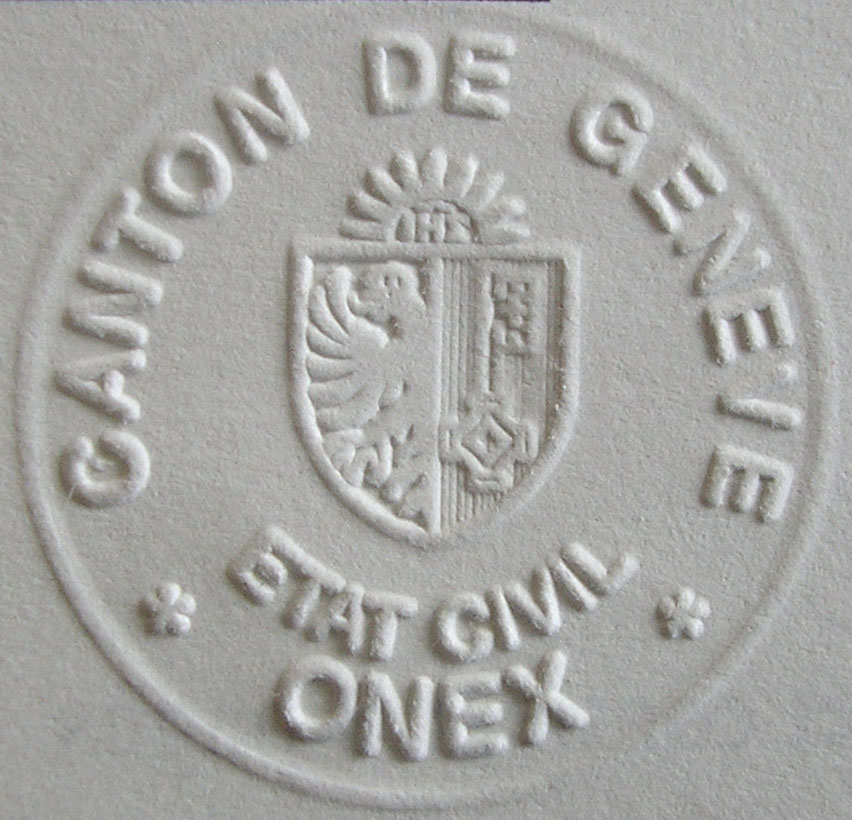
Gaufriertes Papiersiegel

Das Gaufrieren (französisch gaufre „Waffel“, „Wabe“), auch Prägen oder Blinddruck, ist ein Druckverfahren. Dabei wird ein Muster oder eine Narbung in die Oberfläche eines Erzeugnisses eingeprägt oder eingesenkt, um ein besonderes Aussehen zu erzielen.
- Gaufrieren ist die Herstellung wie auch das Verfahren
- Gaufrés ist der Sammelbegriff für alle Erzeugnisse mit Prägemustern
- Gaufrage ist der Name für ein Muster oder eine Narbung, die auf eine Ware geprägt wird

## Namensbedeutung
Das französische gaufre bedeutet „Waffel“ oder „Wabe“, gaufrier bezeichnet ein Waffeleisen, gaufrier électrique einen Waffelautomaten, gaufrer bedeutet „ein Muster einpressen“. Ein Waffeleisen wird auch heute noch manchmal als Gaufrier bezeichnet. Ein Waffeleisen drückt ein Muster in den Waffelteig, das durch Hitze fixiert wird. Dieser Vorgang ist ähnlich dem Gaufrieren.

## Erzeugnisse
Die Gaufrage ist ein Veredelungsverfahren für Textilien, Karton, Papier und Leder:
- In der Papierindustrie werden unter anderem Schmuckpapier (z. B. Glückwunschkarten), Tapeten, Pappe (z. B. Karton) geprägt.
- In der Verpackungsindustrie (z. B. Karton) fördert eine optisch ansprechende Verpackung (Veredeln durch Prägungen) am PoS den Verkauf.
- In der Textilindustrie werden unter anderem Kleidung, Decken, Bettwäsche, Teppiche oder Vorhänge geprägt, meist um eine besondere Optik und eine höhere Wertigkeit zu erzielen, aber auch zur Erreichung von Pflegeerleichterungen (z. B. Bügelfreiheit).
- In der Lederverarbeitung wird vor allem ein besonderes Aussehen durch eine Prägung angestrebt. Beispielsweise wird Rindleder dadurch das Aussehen von Reptilienleder (z. B. Krokodil oder Eidechse) oder Straußenleder gegeben. Oder Polstermöbel-Leder erhält eine Narbenprägung, um ein gleichmäßiges Erscheinungsbild zu erreichen.

Die Gaufrage kann hierbei Fehler und Flecken in Papier, Stoff oder Leder kaschieren.
Die Blindprägung ist eine Schmuckform im Buchdruck – etwa für Buchdeckel – und in der Kunst (Blinddruck).
Einem ganz anderen Zweck dient das Gaufrieren in der Lebensmitteltechnik: Zum Vakuumieren von z. B. Fleisch werden gaufrierte Plastiktüten/-schläuche eingesetzt, die das Absaugen der Luft erleichtern und so das Erzeugen eines ausreichenden Vakuums ermöglichen. Diese Produkte werden oft auch als „goffriert“ bezeichnet (eindeutschende Schreibweise).

## Verfahren
Das Gaufrieren wird auf einem Kalander, einer Maschine mit mehreren beheizten Stahlwalzen, vorgenommen. Beim Gaufrieren besteht eine der Walzen aus Stahl, diese ist graviert, trägt also ein Muster und wird beheizt. Die andere Walze ist mit einer weicheren Oberfläche aus Gummi oder Stoff versehen. Um die Prägung dauerhaft zu machen, wird die Stahlwalze erhitzt und, je nach Material, mit mehr oder weniger großem Druck gegen die Gummiwalze gepresst. Die Ware wird zwischen den Walzen durchgeführt und erhält dadurch das Muster bzw. die Struktur der gravierten Stahlwalze aufgeprägt. Je nach Temperatur und Druck können unterschiedliche Ergebnisse erzielt werden. Die Prägung auf der Stahlwalze kann entweder erhöhte oder vertiefte Muster aufweisen und damit Prägungen nach dem Hochdruck- oder Tiefdruckverfahren erzielen.